# Kirchensittenbach

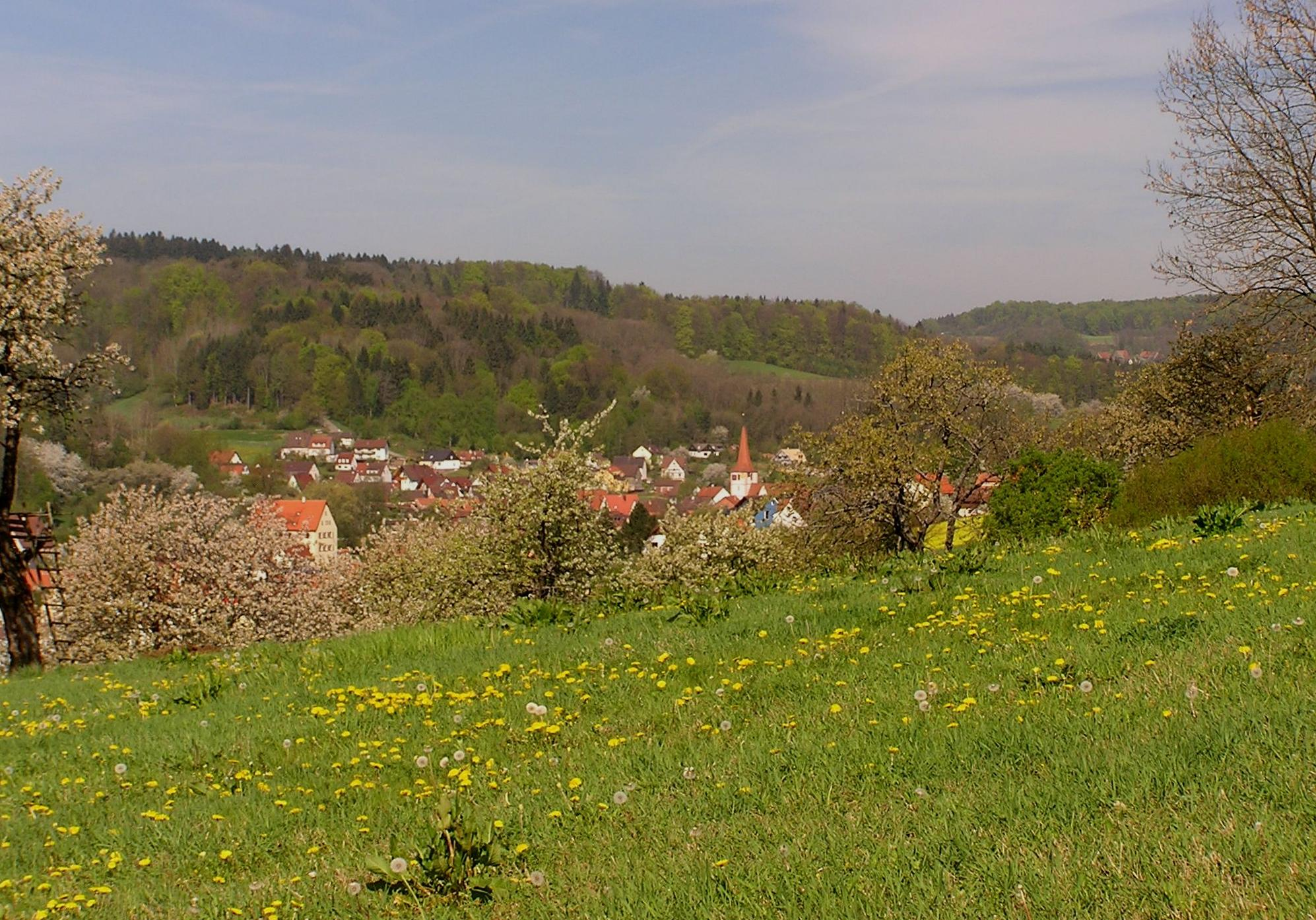
Kirchensittenbach in der Hersbrucker Alb

Kirchensittenbach ist eine Gemeinde im mittelfränkischen Landkreis Nürnberger Land.

## Geographie

### Gemeindegliederung
Es gibt 21 Gemeindeteile (in Klammern ist der Siedlungstyp angegeben):
- Algersdorf (Dorf)
- Aspertshofen (Dorf)
- Dietershofen (Dorf)
- Entmersberg (Weiler)
- Hillhof (Einöde)
- Hohenstein (Dorf)
- Hopfengartenmühle (Einöde)
- Kirchensittenbach (Pfarrdorf)
- Kleedorf (Dorf)
- Kreppling (Weiler)
- Menschhof (Weiler)
- Morsbrunn (Dorf)
- Oberkrumbach (Kirchdorf)
- Obermühle (Einöde)
- Siglitzberg (Einöde)
- Siglitzhof (Einöde)
- Steinensittenbach (Dorf)
- Stöppach (Dorf)
- Treuf (Dorf)
- Unterkrumbach (Dorf)
- Wallsdorf (Dorf)

Die Obermühle war 1817 Schauplatz des von John Knittel im Roman Via Mala literarisch verarbeiteten Vatermordes.
Es gibt auf dem Gemeindegebiet die Gemarkungen Algersdorf, Aspertshofen, Kirchensittenbach, Kleedorf, Oberkrumbach, Treuf (Gemarkungsteil 0) und Wallsdorf. Die Gemarkung Kirchensittenbach hat eine Fläche von 3,171 km². Sie ist in 1271 Flurstücke aufgeteilt, die eine durchschnittliche Flurstücksfläche von 2494,55 m² haben.

### Nachbargemeinden
Nachbargemeinden sind (im Norden beginnend im Uhrzeigersinn): Velden, Hartenstein, Vorra, Hersbruck, Reichenschwand, Neunkirchen am Sand, Schnaittach, Betzenstein.

## Geschichte

### Bis zum 19. Jahrhundert
Erste Besiedlungen erfolgten etwa 750 bis 500 v. Chr. Auf der Hochfläche westlich von Kirchensittenbach in der Waldabteilung Beckersloh gab es vorgeschichtlichen Funde. Dort befindet sich ein Friedhof mit 16 Grabhügeln aus der Hallstattzeit.
Kirchensittenbach trat als Siedlung erstmals im baierischen Salbuch um 1275 auf. In den Jahren 1391 und 1450 wurde Kirchensittenbach von Nürnberger Landsknechten geplündert. Von 1504 bis 1806 gehörte das heutige Gemeindegebiet zum Landgebiet der Reichsstadt Nürnberg.

### Eingemeindungen
Im Zuge der Gebietsreform in Bayern wurde am 1. Januar 1971 Algersdorf eingegliedert. Am 1. April 1971 kam Kleedorf hinzu. Am 1. Januar 1972 folgten Wallsdorf und ein Teil der Gemeinde Treuf. Aspertshofen und Oberkrumbach schlossen am 1. Januar 1977 die Reihe der Eingemeindungen ab.

## Politik

### Gemeinderat
Der Gemeinderat besteht aus 14 Gemeinderäten und dem hauptamtlichen Bürgermeister.
|      | CSU | SPD | WG für die gesamte Gemeinde | Freie Wähler - UBB | Gesamt   |
| 2020 | 4   | 2   | 2                           | 6                  | 14 Sitze |
| 2014 | 4   | 2   | 3                           | 5                  | 14 Sitze |
| 2008 | 3   | 1   | 5                           | 5                  | 14 Sitze |

(Stand: Kommunalwahl am 15. März 2020)

### Bürgermeister
Seit 2014 ist Klaus Albrecht (UBB) Erster Bürgermeister. Er wurde am 15. März 2020 mit 97,2 % der Stimmen wiedergewählt. Vorgänger war Peter Stief (WG). Zweiter Bürgermeister ist Gerhard Bock (CSU).

### Wappen
| Wappen von Kirchensittenbach | Blasonierung: „Gespalten von Silber und Blau; vorne über einem blauen Wellenbalken ein schwarzes Gitter, unten sieben drei zu zwei zu zwei gestellte liegende rote Rauten. Hinten in Rot eine steigende, herschauende silberne Katze.“ |
| Wappen von Kirchensittenbach | Wappenbegründung: Die Gemeinde Kirchensittenbach besteht seit 1977 aus den ehemals selbstständigen Gemeinden Algersdorf, Aspertshofen, Kirchensittenbach, Kleedorf, Oberkrumbach, Treuf und Wallsdorf. Die sieben Orte werden durch die sieben roten Rauten dargestellt. Der Wellenbalken steht redend für den Ortsnamenbestandteil „-bach“. Das schwarze Gitter ist dem Wappen des ehemaligen Pflegamts Hohenstein entnommen, das die Reichsstadt Nürnberg eingerichtet hatte. Der einstige Amtsbezirk Hohenstein liegt im heutigen Gemeindegebiet. Die silberne Katze ist aus dem Wappen der Tetzel von Kirchensittenbach entnommen, einer Patrizierfamilie aus Nürnberg, die 1569 die Burg von Kirchensittenbach erwarb und für den Ort von großer Bedeutung war. Die Tetzel errichteten 1590 etwas südlich der abgebrochenen Burg ein Schloss, das Tetzel-Schloss. Die Familie gründete 1640, als sie keine Nachkommen mehr hatte, die Tetzel-Stiftung, die bis heute besteht. Dieses Wappen wird seit 2001 geführt. |

## Kultur und Sehenswürdigkeiten

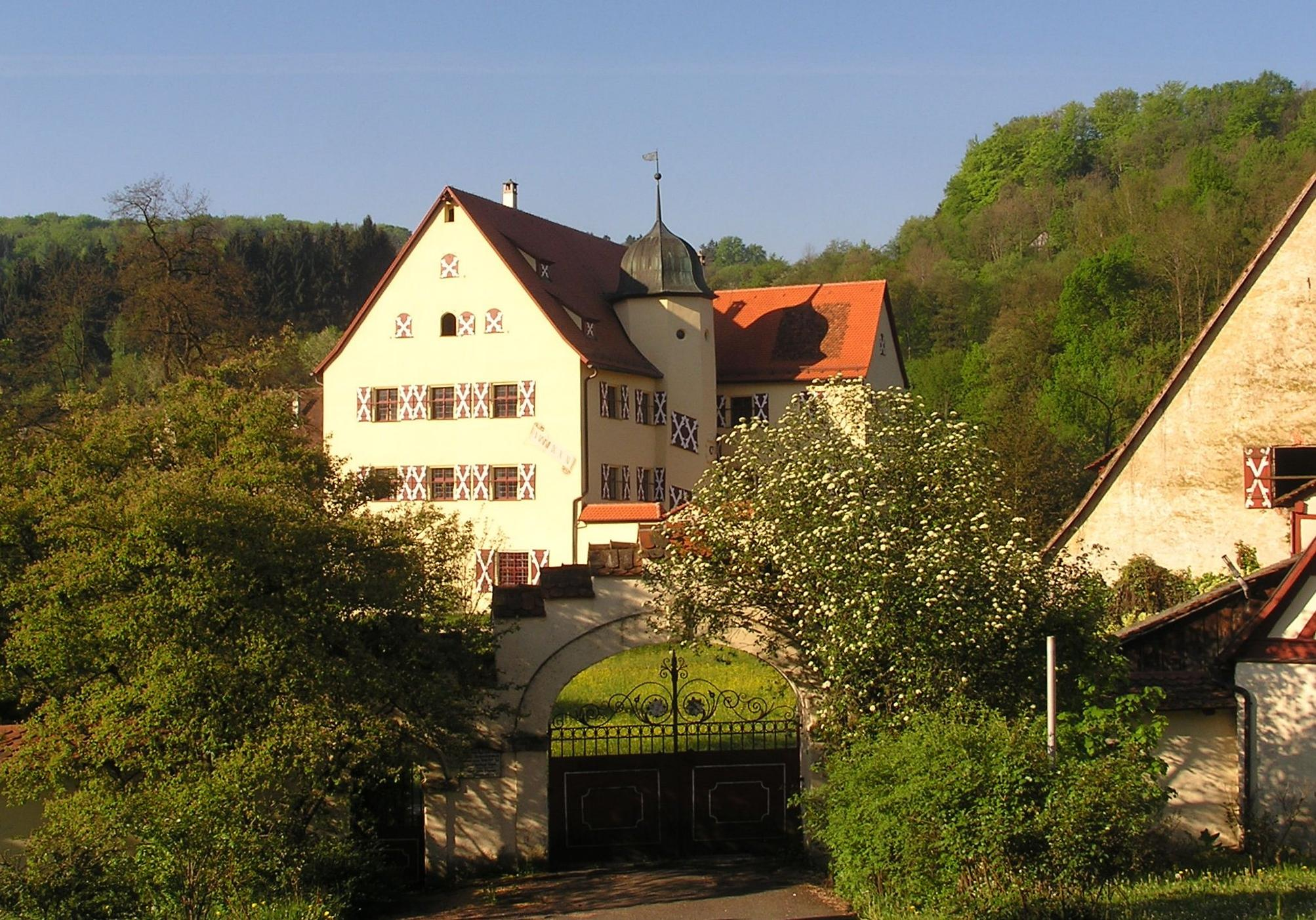
Das Tetzelschloss in Kirchensittenbach

- Evangelisch-lutherische Bartholomäuskirche: Wehrkirche aus spätromanischer Zeit, spätgotisches Gewölbe und Sakristei 1520, Wiederaufbau nach Brand 1591, Tonnendecke aus Holz 1711, Renovierung durch Tetzel 1768/69, Orgel 1878
- Tetzelschloss; erbaut 1590 bis 1595, im Besitz und später Stiftungsbesitz der Tetzel von Kirchensittenbach[11], von denen noch zahlreiche Totenschilde in der Nürnberger Egidienkirche erhalten sind. Nach deren Aussterben wurde die Tetzel'sche Familienstiftung seit 1612 von der Familie Schlüsselfelder von Kirchensittenbach administriert, ab 1709 von den Schlüsselfeldern im Wechsel mit den Pfinzing († 1764), Behaim von Schwarzbach auf Kirchensittenbach († 1942) und Volckamer von Kirchensittenbach, seit 1942 von den Volckamer im Wechsel mit den Stromer.[12]
- Burg Hohenstein im Ortsteil Hohenstein: erste Erwähnung 1163
- Eine Vielzahl von historischen Bauten, teilweise aus dem 18. Jahrhundert
- Märzenbecherwald von Algersdorf

## Freiwillige Feuerwehr
Die Gemeinde Kirchensittenbach verfügt über elf Freiwillige Feuerwehren. Die Einheiten in Kirchensittenbach sind mit einem Löschgruppenfahrzeug (HLF 10/6), einem Mehrzweckfahrzeug sowie einem Mannschaftstransportfahrzeug ausgerüstet, die in Aspertshofen und Wallsdorf mit einem Tragkraftspritzenfahrzeug. Die übrigen Feuerwehren sind mit Tragkraftspritzenanhängern ausgestattet.

## Persönlichkeiten

### Söhne und Töchter
- Johann Jacob Gundling (1666–1712), Maler, in Oberkrumbach geboren
- Nikolaus Hieronymus Gundling (1671–1729), Gelehrter und Prorektor der Universität Halle
- Christoph Friedrich Wilhelm Nopitsch (1758–1824), Organist, Komponist und Musikdirektor in Nördlingen
- Christian Conrad Nopitsch (1759–1838), evangelischer Pfarrer, Lexikograph

### Sonstige Persönlichkeiten
- Jacob Paul von Gundling (1673–1731), Historiker, Hofgelehrter und „Hofnarr“ am Hofe des „Soldatenkönigs“ Friedrich Wilhelm I. (Preußen)
- Wolfgang Gundling (1637–1689), protestantischer Schriftsteller, Pfarrer in Kirchensittenbach
- Wolf Jacob Stromer (1561–1614), Stadtbaumeister von Nürnberg, baute das Schloss Tetzel in Kirchensittenbach.
- Andreas Würfel (1718–1769), Diakonus in Kirchensittenbach und Pfarrer in Oberkrumbach
- Friedrich Jobst Volckamer von Kirchensittenbach (1894–1989), General und Ritterkreuzträger